# Космос-1615
Космос-1615 је један од преко 2400 совјетских вјештачких сателита лансираних у оквиру програма Космос.
Космос-1615 је лансиран са космодрома Плесецк, СССР, 20. децембра 1984. Ракета-носач Р-14 Чусоваја (рус. Чусовая) (8К65, НАТО ознака SS-5 Skean) са додатим степеном је поставила сателит у орбиту око планете Земље. 